# Pseudagrion pruinosum
Pseudagrion pruinosum là một loài chuồn chuồn kim trong họ Coenagrionidae.
Pseudagrion pruinosum is in 1839 voor het eerst wetenschappelijk beschreven bởi Burmeister.